# Gene Tunney
James Joseph „Gene“ Tunney (25. května 1897 New York – 7. listopadu 1978 Greenwich) byl americký profesionální boxer irského původu aktivní od roku 1915 do roku 1928. Od roku 1926 do roku 1928 byl mistrem světa v těžké váze, americký titul v polotěžké váze držel dvakrát mezi lety 1922 a 1923. Knokautoval Georgese Carpentiera a dvakrát porazil Jacka Dempseyho (nejprve v roce 1926 a znovu v roce 1927). Tunneyova úspěšná obhajoba titulu proti Dempseymu zůstává jedním z nejznámějších zápasů v historii boxu (Zápas s dlouhým odpočítáváním). Po vítězství nad Tomem Heeneyem v roce 1928 odešel na odpočinek jako neporažený mistr světa v těžké váze (časopis The Ring ho jmenoval boxerem roku).

## Mládí
Mary Lydonová z Culleen House v Kiltimaghu v hrabství Mayo v severovýchodním Irsku emigrovala do Spojených států po velkém hladomoru . Usadila se v New Yorku, kde potkala Johna Tunneyho, také z Kiltimaghu. Vzápětí se vzali a měli spolu sedm dětí; jeden syn byl zavražděn kolem roku 1920, další byl detektivem policejního oddělení v New Yorku v letech 1924 až 1951 (zemřel v roce 1971), Gene se stal slavným mistrem světa v těžké váze v boxu.
Gene Tunney se narodil 25. května 1897 v New Yorku. V roce 1912 nastoupil ve společnosti Ocean Steamship, kde zůstal až do začátku válka s Německem v roce 1917. Inspirován prezidentem Theodorem Rooseveltem tužil si svoji fyzickou kondici – běhal, plaval, vesloval a o poledních přestávkách na úřadě boxoval se spolupracovníky. V roce 1917 nastoupil k americkému námořnictvu a odjel na frontu do Evropy.

## Kariéra

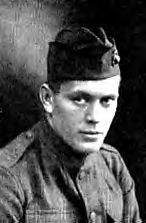
Tunney v námořní uniformě

Tunney se i v armádě věnoval sportu a v boxu si vydobil titul mistra americké expediční jednotky v Paříži v polotěžké váze v roce 1919. Po návratu trénoval v New Yorku, kde také studoval – anatomii a dějiny sportu. V roce 1920 porazil ve své váze několik boxerů, většinou k. o.
Zimu roku 1921 strávil jako dřevorubec v severním Ontariu pro společnost JR Booth Company. Vysvětlil to tak, že „chtěl samotu a namáhavou práci v lesích, aby se připravil na kariéru, která se před ním objevila“.
V roce 1922 porazil před 15 tisíci diváky mistra světa v polotěžké váze Levinského. O několik týdnů později jej vyzval Harry Greb, jediný boxer, který Tunneyho dokázal porazit. Ve třech dalších zápasech s tímto boxerem však už Tunney nezaváhal.
Když v roce 1923 získal zpět titul mistra světa v polotěžké váze, začal vyzývat boxery v těžké vázy. Postupně porážel velké boxery, jež ve své kariéře porazil stávající mistr světa Jack Dempsey – Erminia Spallu, Georgese Carpentiera, Jeffa Smithe a Tommyho Gibbonse.
23. září 1926 se odehrál zápas o titul mistra světa Jack Dempsey v. Gene Tunney před 120 tisíci diváky v americké Filadelfii. Do čtvrtého kola byl aktivnější Dempsey, od pátého kola se karta obrátila. Po desátém kole je vyhlášen nový mistr světa: Gene Tunney.
O rok později byla odveta v Chicagu. Ve čtvrtém kole poslal Dempsey Tunneyho k zemi. Po úderu se však nevrátil do neutrálního rohu, a tak rozhodčí počítání přerušil, aby ho napomenul. Poté se k počítání vrátil a Tunney vstal až na číslo 9. Ležel tedy nejméně 14 vteřin. Zápas, ve kterém nakonec Tunney titul obhájil, vstoupil do dějin boxu pod přezdívkou Zápas s dlouhým odpočítáváním.
V roce 1928 porazil jediného dalšího vyzyvatele Darcy Heeneyho z Nového Zélandu v jedenáctém kole k.o. a pak dal titul mistra světa všech vah k dispozici.
Tunney byl považován za extrémně zručného boxera, který vynikal v obraně. Pro jeho chytrou techniku se mu přezdívalo matematik ringu. Tunney boxoval v 68 oficiálních profesionálních zápasech. Prohrál jen jednou s Harrym Grebem v roce 1922. Kromě toho bylo ještě mnoho zápasů, jejichž bodování bylo neoficiální. Ani z nich ale žádný neprohrál. Ještě jednu prohru sám na sebe prozradil, a to rozhodnutím rozhodčích po deset kolech zápasu u námořnictva proti Tommy Loughranovi, ještě než oba začali profesionální kariéru.
Tunney si zahrál ve filmu The Fighting Marine v roce 1926, z něhož se bohužel nedochovala žádná kopie.
V roce 1928 byl zvolen prvním boxerem roku v časopisu Ring Magazine. V roce 1980 byl zvolen do Světové síně slávy boxu, v roce 1990 do Mezinárodní síně slávy boxu a v roce 2001 do Sportovní síně slávy námořních sborů Spojených států.

## Osobní život
V roce 1928 se Tunney oženil s Mary „Polly“ Lauderovou (24. dubna 1907 – 19. dubna 2008), jejímž dědečkem byl miliardář George Lauder, první bratranec a obchodní partner průmyslníka a filantropa Andrew Carnegieho. Podle biografie z roku 2007, Tunney slíbil Polly, že zanechá boxu. Před sňatkem byl v roce 1927 žalován za porušení zásnubního slibu paní Katherine King Fogartyovou.
V roce 1931 navštívil Sovětský svaz, který na něj zprvu udělal dobrý dojem, ale když mu byla předvedena továrna, kde se tavily kostelní zvony a dozvěděl se o masovém ničení pravoslavných ikon, byl šokován a jeho reportáže pro týdeník Collier's byly vesměs negativní.
Po odchodu z profesionální kariéry manželé žili ve Stamfordu v Connecticutu a vychovali čtyři děti. Měli jednu dceru a tři chlapce, z nichž John Varick Tunney (1934–2018) byl americkým poslancem a senátorem z Kalifornie od roku 1965 do roku 1977.

## Smrt
Tunney zemřel v Greenwichské nemocnici v Connecticutu ve věku osmdesáti let po selhání oběhového systému. Byl pohřben na Long Ridge Union Cemetery ve Stamfordu v Connecticutu.

## Bojový styl a úspěchy

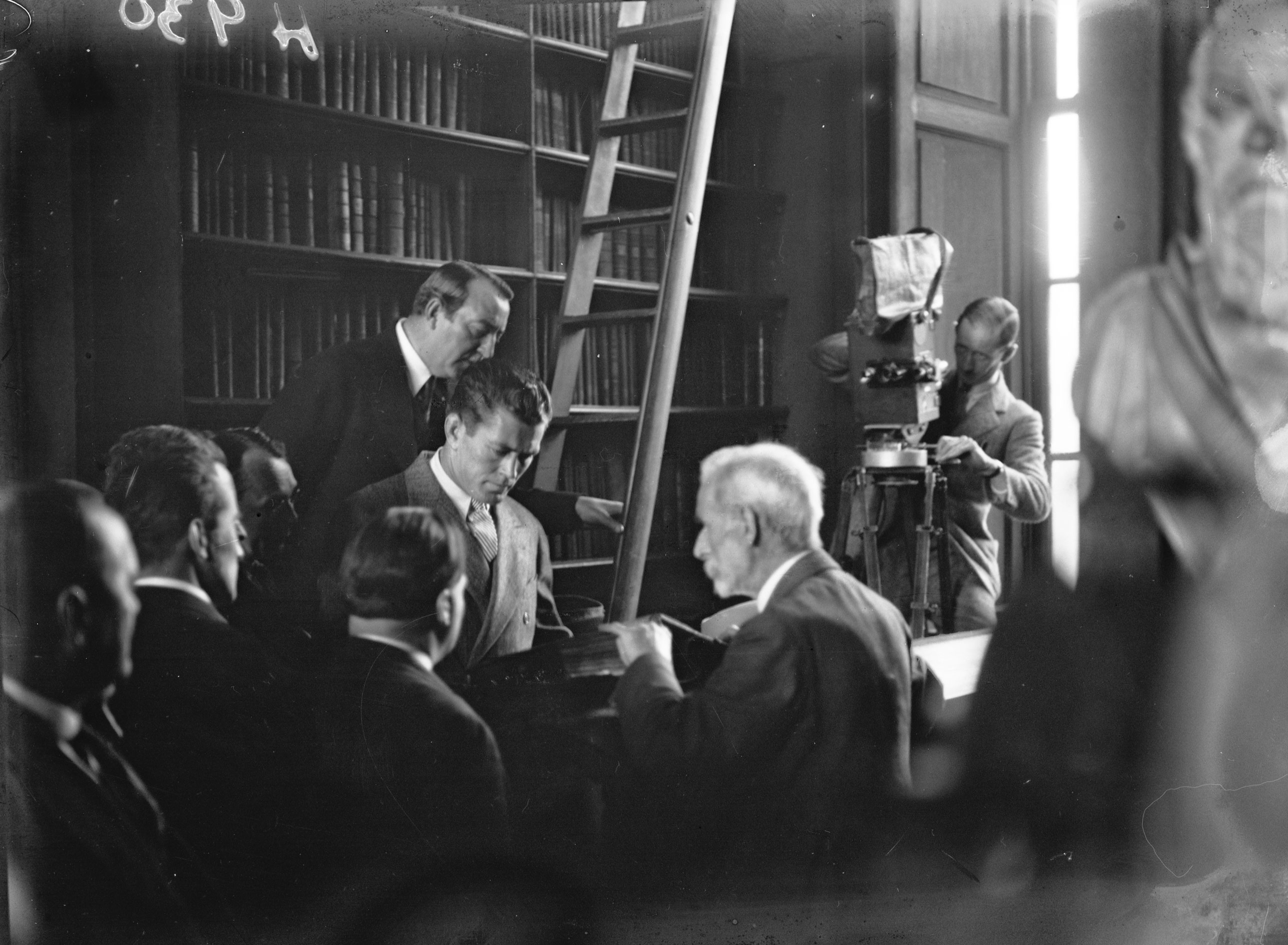
Tunney na Trinity College v Dublinu, 1928

Tunney byl myslící bojovník, který vnímal boxerský zápas jako šachovou partii, což nebylo populární v době, kdy byli středem pozornosti tvrdí a přímočaří boxeři jako Jack Dempsey, Harry Greb a Mickey Walker. Tunneyho styl byl ovlivněn dalšími známými boxerskými mysliteli, jako byli James J. Corbett a Benny Leonard. Přesto je nepřesné považovat Tunneyho za předchůdce Muhammada Aliho. Především v pěti zápasech proti lidskému větrnému mlýnu Grebovi byl stejně tvrdým boxerem jako jeho současníci.  
Tunney, který se spoléhal na svůj pohyb a levý hák, studoval své soupeře od první vteřiny zápasu. Obecně dával přednost obrannému pohybu kolem ringu a rychlým protiútokům, kterými vyvedl soupeře z rovnováhy. V jeho zápasech proti Jacku Dempseymu může dnešní divák vidět Tunneyho styl: ruce držené nízko kvůli razanci, rychlá práce nohou, kterou se dokázal přizpůsobit každému pohybu soupeře, a rychlé přesné protiútoky zleva zprava.
Tunney nebyl nikdy knokautován, sražen k zemi byl jen jednou a to v druhém zápase s Dempseyem s nechvalně známým dlouhým odpočítáváním. Je tak jedním z pouhých pěti mistrů v těžké váze, spolu s Rocky Marcianem, Riddickem Bowem, Sultanem Ibragimovem a Nicolaim Valuevem, který opustil profesionální dráhu, aniž by o titul přišel porážkou v ringu. Tunney, spolu s Marcianem, Lennoxem Lewisem a Vitalim Kličkem, je jedním ze čtyř šampiónů v těžké váze, který opustil ring jako šampión a ukončil svou kariéru vítězstvím v boji o titul mistra světa. Poté, co pomstil svou jedinou porážku s Harrym Grebem, a poté ještě jednu remízu, se Tunney připojil k Ingemarovi Johanssonovi, Rocky Marcianovi, Lennoxu Lewisovi a Riddicku Bowovi jako jeden z pět šampionů v těžké váze, kteří odešli do důchodu po vítězství nad každým soupeřem, kterému čelili jako profesionálové.  

## Publikace

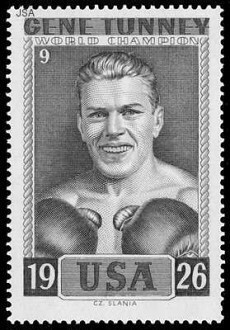
Poštovní známka s Tunneyho podobiznou

V 1932, Tunney publikoval knihu Muž musí bojovat (A Man Must Fight), ve které komentoval svou kariéru a techniku boxu.

## Ohlasy v kultuře
V písni Ona Twists the Knife Again z alba Richarda Thompsona z roku 1985 Across a Crowded Room, je verš: „Jsem v pěstním souboji / ona si myslí, že je Gene Tunney!“ („I'm in a fist fight/She thinks she's Gene Tunney!“)
V prvním jednání hry o Smrti obchodního cestujícího od Arthura Millera říká Willy svým synům, že má boxovací pytel s Tunneyho podpisem.
V filmu s boxerskou tematikou Vítěz bere vše (Winner Takes All), postava Jimmy Kane, kterou hrál James Cagney, lamentuje nad snahou, aby se vzdělal, že William Shakespeare byl „tím, kdo zničil Gene Tunneyho“.

## Profesionální boxerský záznam
| No. | Result    | Record     | Opponent            | Type | Round, time   | Date        | Location                                                   | Notes                                                          |
| --- | --------- | ---------- | ------------------- | ---- | ------------- | ----------- | ---------------------------------------------------------- | -------------------------------------------------------------- |
| 88  | vítězství | 82–1–4 (1) | Tom Heeney          | TKO  | 11 (15), 2:52 | 26 Jul 1928 | Yankee Stadium, Bronx, New York, U.S.                      | obhajoba titulu mistra světa v těžké váze                      |
| 87  | vítězství | 81–1–4 (1) | Jack Dempsey        | UD   | 10            | 22 Sep 1927 | Soldier Field, Chicago, Illinois, U.S.                     | obhajoba titulu mistra světa v těžké váze                      |
| 86  | vítězství | 80–1–4 (1) | Jack Dempsey        | UD   | 10            | 23 Sep 1926 | Sesquicentennial Stadium, Philadelphia, Pennsylvania, U.S. | zisk titulu mistra světa v těžké váze                          |
| 85  | vítězství | 79–1–4 (1) | Dan O'Dowd          | KO   | 2 (10), 0:31  | 29 Dec 1925 | Waterfront Park, Saint Petersburg, Florida, U.S.           |                                                                |
| 84  | vítězství | 78–1–4 (1) | Johnny Risko        | NWS  | 12            | 18 Nov 1925 | Public Hall, Cleveland, Ohio, U.S.                         |                                                                |
| 83  | vítězství | 77–1–4 (1) | Bartley Madden      | KO   | 3 (10)        | 25 Sep 1925 | Minneapolis Arena, Minneapolis, Minnesota, U.S.            |                                                                |
| 82  | vítězství | 76–1–4 (1) | Italian Jack Herman | KO   | 2 (10)        | 3 Jul 1925  | Memorial Hall, Kansas City, Kansas, U.S.                   |                                                                |
| 81  | vítězství | 75–1–4 (1) | Tommy Gibbons       | KO   | 12 (15)       | 5 Jun 1925  | Polo Grounds, New York City, New York, U.S.                |                                                                |
| 80  | vítězství | 74–1–4 (1) | Harry Greb          | NWS  | 10            | 27 Mar 1925 | Auditorium, Saint Paul, Minnesota, U.S.                    |                                                                |
| 79  | vítězství | 73–1–4 (1) | Jeff Smith          | NWS  | 15            | 8 Dec 1924  | Coliseum Arena, New Orleans, Louisiana, U.S.               |                                                                |
| 78  | vítězství | 72–1–4 (1) | Buddy McHale        | TKO  | 2 (8)         | 10 Nov 1924 | Southern Athletic Club, Memphis, Tennessee, U.S.           |                                                                |
| 77  | vítězství | 71–1–4 (1) | Harry Foley         | TKO  | 1 (8), 2:05   | 27 Oct 1924 | Auditorium, Memphis, Tennessee, U.S.                       |                                                                |
| 76  | vítězství | 70–1–4 (1) | Ray Neuman          | PTS  | 10            | 27 Sep 1924 | Cambria County Fairgrounds, Ebensburg, Pennsylvania, U.S.  |                                                                |
| 75  | remíza    | 69–1–4 (1) | Harry Greb          | NWS  | 10            | 17 Sep 1924 | Olympic Arena, Brooklyn, Ohio, U.S.                        |                                                                |
| 74  | vítězství | 69–1–3 (1) | Joe Lohman          | TKO  | 8 (12)        | 18 Aug 1924 | Fairmont Arena, Columbus, Ohio, U.S.                       |                                                                |
| 73  | vítězství | 68–1–3 (1) | Georges Carpentier  | TKO  | 15 (15), 0:14 | 24 Jul 1924 | Polo Grounds, New York City, New York, U.S.                |                                                                |
| 72  | vítězství | 67–1–3 (1) | Erminio Spalla      | TKO  | 7 (12)        | 26 Jun 1924 | Yankee Stadium, Bronx, New York, U.S.                      |                                                                |
| 71  | vítězství | 66–1–3 (1) | Jimmy Delaney       | NWS  | 10            | 17 Mar 1924 | Auditorium, Saint Paul, Minnesota, U.S.                    |                                                                |
| 70  | vítězství | 65–1–3 (1) | Martin Burke        | PTS  | 15            | 15 Feb 1924 | Coliseum Arena, New Orleans, Louisiana, U.S.               |                                                                |
| 69  | vítězství | 64–1–3 (1) | Ray Thompson        | KO   | 2 (10)        | 24 Jan 1924 | Legion Arena, West Palm Beach, Florida, U.S.               |                                                                |
| 68  | vítězství | 63–1–3 (1) | Harry Foley         | NWS  | 10            | 15 Jan 1924 | Coliseum, Grand Rapids, Michigan, U.S.                     |                                                                |
| 67  | vítězství | 62–1–3 (1) | Harry Greb          | UD   | 15            | 10 Dec 1923 | Madison Square Garden, New York City, New York, U.S.       | obhajoba titulu mistra USA v polotěžké váze                    |
| 66  | vítězství | 61–1–3 (1) | Dan O'Dowd          | PTS  | 12            | 31 Jul 1923 | Queensboro Stadium, New York City, New York, U.S.          |                                                                |
| 65  | vítězství | 60–1–3 (1) | Jimmy Delaney       | NWS  | 10            | 16 May 1923 | Chicago Coliseum, Chicago, Illinois, U.S.                  |                                                                |
| 64  | vítězství | 59–1–3 (1) | Jack Clifford       | TKO  | 8 (10)        | 7 May 1923  | Fair Grounds Coliseum, Detroit, Michigan, U.S.             |                                                                |
| 63  | vítězství | 58–1–3 (1) | Harry Greb          | SD   | 15            | 23 Feb 1923 | Madison Square Garden, New York City, New York, U.S.       | zisk titulu mistra USA v polotěžké váze                        |
| 62  | vítězství | 57–1–3 (1) | Chuck Wiggins       | PTS  | 12            | 3 Feb 1923  | Commonwealth Sporting Club, New York City, New York, U.S.  |                                                                |
| 61  | remíza    | 56–1–3 (1) | Jack Renault        | NC   | 4 (8)         | 29 Jan 1923 | Philadelphia Arena, Philadelphia, Pennsylvania, U.S.       |                                                                |
| 60  | vítězství | 56–1–3     | Charley Weinert     | KO   | 4 (15)        | 29 Nov 1922 | Madison Square Garden, New York City, New York, U.S.       |                                                                |
| 59  | vítězství | 55–1–3     | Jack Hanlon         | KO   | 1 (12), 1:22  | 3 Nov 1922  | Clermont Avenue Skating Rink, Brooklyn, New York, U.S.     |                                                                |
| 58  | vítězství | 54–1–3     | Chuck Wiggins       | PTS  | 10            | 27 Oct 1922 | Mechanics Hall, Boston, Massachusetts, U.S.                |                                                                |
| 57  | remíza    | 53–1–3     | Tommy Loughran      | NWS  | 8             | 24 Aug 1922 | Shibe Park, Philadelphia, Pennsylvania, U.S.               |                                                                |
| 56  | vítězství | 53–1–2     | Charley Weinert     | NWS  | 12            | 17 Aug 1922 | Broad Athletic Club, Newark, New Jersey, U.S.              |                                                                |
| 55  | vítězství | 52–1–2     | Ray Thompson        | KO   | 3 (10)        | 4 Aug 1922  | Ocean Park Casino, Long Branch, New Jersey, U.S.           |                                                                |
| 54  | vítězství | 51–1–2     | Fay Keiser          | PTS  | 12            | 7 Jul 1922  | Rockaway Beach Arena, Queens, New York, U.S.               |                                                                |
| 53  | prohra    | 50–1–2     | Harry Greb          | UD   | 15            | 23 May 1922 | Madison Square Garden, New York City, New York, U.S.       | ztráta titulu mistra USA v polotěžké váze                      |
| 52  | vítězství | 50–0–2     | Jack Burke          | TKO  | 9 (10)        | 10 Apr 1922 | Motor Square Garden, Pittsburgh, Pennsylvania, U.S.        |                                                                |
| 51  | vítězství | 49–0–2     | Fay Keiser          | NWS  | 10            | 3 Mar 1922  | Armory, Grand Rapids, Michigan, U.S.                       |                                                                |
| 50  | vítězství | 48–0–2     | Whitey Wenzel       | TKO  | 4 (8)         | 11 Feb 1922 | Philadelphia Ice Palace, Philadelphia, Pennsylvania, U.S.  |                                                                |
| 49  | vítězství | 47–0–2     | Jack Clifford       | TKO  | 6 (12), 2:50  | 11 Feb 1922 | Clermont Avenue Skating Rink, Brooklyn, New York, U.S.     |                                                                |
| 48  | vítězství | 46–0–2     | Battling Levinsky   | PTS  | 12            | 13 Jan 1922 | Madison Square Garden, New York City, New York, U.S.       | zisk titulu mistra USA v polotěžké váze                        |
| 47  | vítězství | 45–0–2     | Eddie O'Hare        | KO   | 6 (8)         | 22 Dec 1921 | Madison Square Garden, New York City, New York, U.S.       |                                                                |
| 46  | vítězství | 44–0–2     | Wolf Larsen         | TKO  | 7 (12), 1:35  | 25 Oct 1921 | Pioneer Sporting Club, New York City, New York, U.S.       |                                                                |
| 45  | vítězství | 43–0–2     | Jack Burke          | TKO  | 3 (8)         | 14 Oct 1921 | Madison Square Garden, New York City, New York, U.S.       |                                                                |
| 44  | vítězství | 42–0–2     | Herbert Crossley    | PTS  | 7             | 26 Sep 1921 | Dyckman Oval, New York City, New York, U.S.                |                                                                |
| 43  | vítězství | 41–0–2     | Eddie Josephs       | PTS  | 12            | 18 Aug 1921 | Sisco Park, New York City, New York, U.S.                  |                                                                |
| 42  | vítězství | 40–0–2     | Martin Burke        | PTS  | 10            | 4 Aug 1921  | Dyckman Oval, New York City, New York, U.S.                |                                                                |
| 41  | vítězství | 39–0–2     | Soldier Jones       | TKO  | 7 (8)         | 2 Jul 1921  | Boyle's Thirty Acres, Jersey City, New Jersey, U.S.        |                                                                |
| 40  | vítězství | 38–0–2     | Johnny Ambrose      | KO   | 1 (12), 2:45  | 28 Jun 1921 | Pioneer Sporting Club, New York City, New York, U.S.       |                                                                |
| 39  | vítězství | 37–0–2     | Leo Hauck           | NWS  | 10            | 7 Dec 1920  | 4th Regiment Armory, Jersey City, New Jersey, U.S.         |                                                                |
| 38  | vítězství | 36–0–2     | Leo Hauck           | NWS  | 6             | 25 Nov 1920 | Olympia Athletic Club, Philadelphia, Pennsylvania, U.S.    |                                                                |
| 37  | vítězství | 35–0–2     | Paul Samson Koerner | NWS  | 10            | 25 Oct 1920 | 6th Regiment Armory, Paterson, New Jersey, U.S.            |                                                                |
| 36  | vítězství | 34–0–2     | Sergeant Ray Smith  | TKO  | 2 (8)         | 22 Oct 1920 | Sportsman's Club, Camden, New Jersey, U.S.                 |                                                                |
| 35  | vítězství | 33–0–2     | Ole Anderson        | TKO  | 3 (10), 0:40  | 28 Jun 1920 | 4th Regiment Armory, Jersey City, New Jersey, U.S.         |                                                                |
| 34  | vítězství | 32–0–2     | Jeff Madden         | TKO  | 2 (12)        | 7 Jun 1920  | 4th Regiment Armory, Jersey City, New Jersey, U.S.         |                                                                |
| 33  | vítězství | 31–0–2     | Jack Clifford       | KO   | 3 (10)        | 9 Apr 1920  | Community Hall, Johnson City, New York, U.S.               |                                                                |
| 32  | vítězství | 30–0–2     | K.O. Sullivan       | KO   | 1 (8), 2:15   | 5 Apr 1920  | 1st Regiment Armory, Newark, New Jersey, U.S.              |                                                                |
| 31  | vítězství | 29–0–2     | Ed Kinley           | KO   | 5 (8)         | 4 Mar 1920  | Grand View Auditorium, Jersey City, New Jersey, U.S.       |                                                                |
| 30  | vítězství | 28–0–2     | Al Roberts          | KO   | 8 (8), 1:06   | 2 Feb 1920  | 1st Regiment Armory, Newark, New Jersey, U.S.              |                                                                |
| 29  | vítězství | 27–0–2     | Jim Monahan         | KO   | 1 (8), 2:50   | 26 Jan 1920 | 4th Regiment Armory, Jersey City, New Jersey, U.S.         |                                                                |
| 28  | vítězství | 26–0–2     | Bud Nelson          | KO   | 1 (8)         | 20 Jan 1920 | Schuetzen Park, Bayonne, New Jersey, U.S.                  |                                                                |
| 27  | vítězství | 25–0–2     | Whitey Allen        | KO   | 2 (8)         | 1 Jan 1920  | Schuetzen Park, Bayonne, New Jersey, U.S.                  |                                                                |
| 26  | vítězství | 24–0–2     | Bob Pearce          | KO   | 2 (8)         | 29 Dec 1919 | 4th Regiment Armory, Jersey City, New Jersey, U.S.         |                                                                |
| 25  | vítězství | 23–0–2     | Dan O'Dowd          | NWS  | 8             | 16 Dec 1919 | Schuetzen Park, Bayonne, New Jersey, U.S.                  |                                                                |
| 24  | vítězství | 22–0–2     | Ted Jamieson        | PTS  | 10            | 26 Apr 1919 | Cirque de Paris, Paris, France                             | zisk titulu mistra amerických expedičních sil v polotěžké váze |
| 23  | vítězství | 21–0–2     | K.O. Sullivan       | PTS  | 10            | 14 Apr 1919 | Paris, France                                              |                                                                |
| 22  | vítězství | 20–0–2     | Dare Lewis          | KO   | 3             | 31 Mar 1919 | Tours, Paris, France                                       |                                                                |
| 21  | vítězství | 19–0–2     | Indian Lewis        | KO   | 1             | 24 Mar 1919 | Tours, Paris, France                                       |                                                                |
| 20  | vítězství | 18–0–2     | Bob Martin          | PTS  | 4             | 27 Jan 1919 | Salle Wagram, Paris, France                                |                                                                |
| 19  | vítězství | 17–0–2     | Victor Marchand     | KO   | 2             | 9 Jan 1919  | Paris, France                                              |                                                                |
| 18  | remíza    | 16–0–2     | Tommy Gavigan       | PTS  | 10            | 20 Dec 1918 | Romorantin-Lanthenay, Loir-et-Cher, France                 |                                                                |
| 17  | vítězství | 16–0–1     | Howard Morrow       | KO   | 6             | 10 Dec 1918 | Romorantin-Lanthenay, Loir-et-Cher, France                 |                                                                |
| 16  | vítězství | 15–0–1     | Johnny Newton       | KO   | 6             | 20 Nov 1918 | Romorantin-Lanthenay, Loir-et-Cher, France                 |                                                                |
| 15  | vítězství | 14–0–1     | Hank Werhl          | KO   | 6             | 1 Nov 1918  | Romorantin-Lanthenay, Loir-et-Cher, France                 |                                                                |
| 14  | vítězství | 13–0–1     | Young Guerini       | KO   | 1 (8)         | 8 Jul 1918  | 4th Regiment Armory, Jersey City, New Jersey, U.S.         |                                                                |
| 13  | vítězství | 12–0–1     | Hugh Weir           | KO   | 2 (10)        | 15 Jan 1918 | Pioneer Sporting Club, New York City, New York, U.S.       |                                                                |
| 12  | vítězství | 11–0–1     | Joe Borrell         | KO   | 2 (10)        | 28 Dec 1917 | New Polo Athletic Club, New York City, New York, U.S.      |                                                                |
| 11  | vítězství | 10–0–1     | K.O. Sullivan       | NWS  | 10            | 2 Oct 1917  | New York City, New York, U.S.                              |                                                                |
| 10  | vítězství | 9–0–1      | Victor Dahl         | NWS  | 10            | 2 Feb 1917  | New York City, New York, U.S.                              |                                                                |
| 9   | vítězství | 8–0–1      | Sailor Wolfe        | KO   | 2 (10)        | 29 Dec 1916 | Miners 8th St Theater, New York City, New York, U.S.       |                                                                |
| 8   | vítězství | 7–0–1      | George Leahy        | NWS  | 6             | 22 Dec 1916 | Miners 8th St Theater, New York City, New York, U.S.       |                                                                |
| 7   | vítězství | 6–0–1      | Young Sharkey       | KO   | 6 (10)        | 15 Dec 1916 | Miners 8th St Theater, New York City, New York, U.S.       |                                                                |
| 6   | vítězství | 5–0–1      | Young Guerini       | TKO  | 8 (10)        | 8 Dec 1916  | Miners 8th St Theater, New York City, New York, U.S.       |                                                                |
| 5   | remíza    | 4–0–1      | KO Jaffe            | NWS  | 10            | 21 Jul 1916 | New Polo Athletic Club, New York City, New York, U.S.      |                                                                |
| 4   | vítězství | 4–0        | Billy Rowe          | NWS  | 6             | 1 Dec 1915  | Fairmont Athletic Club, Bronx, New York, U.S.              |                                                                |
| 3   | vítězství | 3–0        | George Leahy        | KO   | 2 (6)         | 28 Aug 1915 | Fairmont Athletic Club, Bronx, New York, U.S.              |                                                                |
| 2   | vítězství | 2–0        | Battling Genrimo    | KO   | 3 (10)        | 6 Aug 1915  | Miner's Bowery Theatre, New York City, New York, U.S.      |                                                                |
| 1   | vítězství | 1–0        | Bobby Dawson        | TKO  | 8 (10)        | 3 Jul 1915  | Sharkey Athletic Club, New York City, New York, U.S.       |                                                                |